# Apsilochorema anosoana
Apsilochorema anosoana is een schietmot uit de familie Hydrobiosidae. De soort komt voor in het Oriëntaals gebied.